# Ernst Angel
Anton Ernst Angel, död genom halshuggning 26 juli 1756 på Riddarholmstorget i Stockholm, var en svensk källarmästare och kunglig löpare åt drottning Lovisa Ulrika. Han dömdes till döden för sin inblandning i drottningens misslyckade statskupp 1756.

## Biografi
Ernst Angel arbetade som löpare hos drottning Lovisa Ulrika, men fick sparken för fylleri. Han drev därefter ett värdshus i Stockholm.

### Kuppen 1756
Trots att Angel ej längre arbetade vid hovet fick han agera som springpojke åt konspiratörerna. Han väckte så småningom polisens uppmärksamhet och blev kallad till förhör, vilket då alltid innebar tortyr. En kväll drack Angel mer än vanligt och begav sig från krog till krog i huvudstaden och avslöjade planerna för folket omkring sig. Han sa att ”snart jävlar kommer det att hända saker” och att han själv skulle leda flera hundra man. Ju mer berusad han blev, desto mer hemligheter berättade han. När Angel väl blev gripen den 22 juni av polisen sa att han allt han visste och inte långt därefter kunde de flesta konspiratörer, inklusive lantmarskalken greve Erik Brahe, gripas.

### Åtal och dom
Angel dömdes av Riksens Ständers kommission jämte de andra kuppmakarna den 15 juli 1756 för riksförräderi och till ”att mista lif, ära och gods”. Ernst Angel avrättades tio dagar senare på Riddarholmstorget i Stockholm. Hans släktingar fick föra bort och begrava hans kropp. Inte långt därefter fick arvingarna hans få ägodelar som beslagtagits av staten.

## Familj
Ernst Angel gifte sig två gånger varav det senare äktenskapet var med Eva Blanck från 1753. De fick en son och två döttrar.